# Chebrolu
Chebrolu là một mandal thuộc huyện Guntur, bang Andhra Pradesh, Ấn Độ. The mandal is bounded by Guntur, Pedakakani, Tenali, Vatticherukuru, Tsundur and Ponnur mandals.